# Micralestes vittatus
Micralestes vittatus är en fiskart som först beskrevs av Boulenger, 1917.  Micralestes vittatus ingår i släktet Micralestes och familjen Alestidae. IUCN kategoriserar arten globalt som otillräckligt studerad. Inga underarter finns listade i Catalogue of Life.